# Rasul Khadem Azghadi
Rasul Khadem Azghadi (in persiano رسول خادم ازغدی‎; Mashhad, 18 marzo 1972) è un ex lottatore iraniano, specializzato nella lotta libera.
Anche suo fratello Amir Reza Khadem è un lottatore.

## Palmarès
Olimpiadi
- 2 medaglie:
  - 1 oro (pesi medio-pesanti a Atlanta 1996)
  - 1 bronzo (pesi medi a Barcellona 1992)

Mondiali
- 3 medaglie:
  - 2 ori (90 kg a Istanbul 1994, 90 kg ad Atlanta 1995)
  - 1 argento (130 kg a Teheran 1998)

Giochi asiatici
- 2 medaglie:
  - 1 oro (90 kg a Hiroshima 1994)
  - 1 argento (68 kg a Pechino 1990)

Campionati asiatici
- 5 medaglie:
  - 5 ori (82 kg a Nuova Delhi 1991, 82 kg a Teheran 1992, 90 kg a Ulan Bator 1993, 90 kg a Manila 1995, 90 kg a Xiaoshan 1996)